# 怀进鹏
怀进鹏（1962年12月20日—），男，原籍山东济南，生于黑龙江哈尔滨，中国计算机软件专家。现任中华人民共和国教育部部长、党组书记，中央人才工作协调小组成员。中共第十九届、二十届中央委员。

## 生平
怀进鹏1980年自哈尔滨市第九中学校考入吉林工业大学。1984年毕业于吉林工业大学（现吉林大学）計算機專業本科學位。1986年1月加入中国共产党。1987年7月获哈尔滨工业大学计算机系硕士学位。1987年9月参加工作，任北京航空航天大学计算机系教师。后成为副主任。1993年11月获北京航空航天大学计算机科学与工程系计算机软件专业工学博士学位。2009年当选中国科学院院士。
2000年12月，任北京航空航天大学党委副书记、副校长。2009年5月27日，任北京航空航天大学校长（副部长级）。2012年，因在中法教育、科技合作所作出的卓越贡献，获授法国荣誉军团勋章。授勋仪式在法国驻华大使馆新馆举行。
2013年，当选为十二届全国人大代表。
2015年2月，任中华人民共和国工业和信息化部副部长、党组成员。
2016年12月，任中共天津市委副書記。
2017年9月，转任中国科协党组书记。同年10月当选中国共产党第十九届中央委员会委员。
2021年8月1日，任教育部党组书记。8月20日，经十三届全国人大常委会第三十次会议表决，怀进鹏被任命为教育部部长。